# Kalvitsa
Kalvitsa (en rus: Кальвица) és un poble de la República de Sakhà, a Rússia, segons el cens del 2021 tenia 149 habitants. Pertany al districte de Sangar.